# Budda Dordenma
Wielki Budda Dordenma (Buddha Dordenma) – jeden z największych na świecie i największy w Bhutanie posąg siedzącego Buddy Siakjamuniego, wykonany z pozłacanego brązu, znajduje się na przedmieściach Thimphu w Kuensel Phodrang Nature Park.
Posąg powstał dla uczczenia 60 rocznicy urodzin czwartego króla Bhutanu Jigme Singye Wangchucka. Budowę zlecono w 2004 r. chińskiej firmie Aerosun Corporation, a prace ukończono w 2015 r. Guru Rinpocze w VIII wieku miał jakoby przepowiedzieć powstanie w tym miejscu takiego posągu. Gigantyczny pomnik o wysokości 51,5 metra jest widoczny z całego Thimphu. Przedstawia Buddę siedzącego na lotosie, przed nim leży dordże, a w ręku trzyma czarę błogosławieństw. Zgodnie z przepowiednią ma on przynosić szczęście i pokój całemu światu. Na tarasie, otaczającym posąg, stoją figury żeńskich bodhisattwów. Obok posągu wznosi się niewielka świątynia. W podstawie posągu znajduje się sala medytacyjna ozdobiona rzeźbami pawi, słoni i stworzeń mitycznych. Sala zawiera 125 tysięcy posążków Buddy wykonanych z brązu; są to dary od różnych ofiarodawców. Na środku sali stoi posąg Guru Rinpocze.